# Comblessac
Comblessac település Franciaországban, Ille-et-Vilaine megyében. Lakosainak száma 677 fő (2022. január 1.). Comblessac Guer, Les Brulais, Carentoir és Val d'Anast községekkel határos.

## Népesség
A település népességének változása:
| Lakosok száma | 581  | 489  | 497  | 588  | 714  | 698  | 689  | 695  | 689  | 677  |
|               | 1968 | 1982 | 1990 | 2006 | 2013 | 2015 | 2017 | 2019 | 2020 | 2022 |